# Константиновск
Константиновск (рус. Константиновск) је руски град на реци Дон, административни центар Константиновског рејона у Ростовској области. Константиновск се налази 169 километара североисточно од Ростова на Дону. 2009. године град је имао 18 374 становника.

## Становништво
| 1959.  | 1970.  | 1979.  | 1989.  | 2002.  | 2010.  |
| ------ | ------ | ------ | ------ | ------ | ------ |
| 10.735 | 13.413 | 16.112 | 18.392 | 18.801 | 17.926 |